# Taman Bunga
Taman Bunga is een bestuurslaag in het regentschap Pangkal Pinang van de provincie Bangka-Belitung, Indonesië. Taman Bunga telt 4170 inwoners (volkstelling 2010).